# Djuna Barnesová
Djuna Barnesová (12. června 1892, Storm King Mountain – 18. června 1982, New York) byla americká spisovatelka, ilustrátorka a novinářka, která se nejvíce proslavila svým románem Nightwood (1936), z nějž se stala klasika lesbické prózy a který je považován za důležité dílo modernistické literatury, jakkoli v něm užila značně archaický jazyk. Krom prózy psala i poezii (zejm. The Book of Repulsive Women, 1915) a divadelní hry (Antifona, 1958).
Jako novinářka psala pro Brooklyn Daily Eagle, New York World, Vanity Fair ad. Do těchto tiskovin i kreslila. Patřila k bohémským kruhům Greenwich Village, ale deset let žila i v Paříži (1921–1931), pobývala též v Anglii a severní Africe. Publikovala také pod pseudonymem Lydia Steptoe.

## Intimní život
Její emocionální vývoj silně ovlivnil excentrický otec, který nejenže vyznával polygamii a žil s několika ženami najednou, včetně Djuniny matky, ale spekuluje se též o tom, že Djunu v jejích šestnácti letech znásilnil (eventuálně se hovoří o znásilnění sousedem s vědomím a souhlasem jejího otce). Barnesová to nikdy přímo nepotvrdila, nicméně popisuje tuto situaci ve svém prvním románu Ryder a ještě příměji ve své pozdní hře Antifona, která je dle všeho krutou obžalobou celé její rodiny, s níž se nakonec zcela rozešla. Někteří badatelé též na základě korespondence s její babičkou Zadel Barnesovou (poměrně známou spisovatelkou a sufražetkou) spekulují o tom, že s ní měla lesbický incest. Minimálně je jisté, že léta sdílely stejnou postel. Její pozdější chování bylo bisexuální, nicméně ostře odmítala plození dětí, což byla zřejmě její hlavní vzpoura proti filozofii jejího otce. Jeden z jejích milenců Ernst Hanfstaengl se později stal blízkým spolupracovníkem Adolfa Hitlera. Z milenek patří k nejznámějším básnířka Elsa von Freytag-Loringhovenová nebo malířka Thelma Woodová, o vztahu s níž podle většiny kritiků pojednává román Nightwood. Na konci 30. let propadla alkoholismu a pokusila se i o sebevraždu. Pít přestala až v 50. letech, aby mohla dokončit hru Antifona. Psala i poté, ale prakticky žádné dílo již nedokončila. V závěru života se stala pověstnou samotářkou. Známým se stal pokřik jejího souseda Edwarda Estlina Cummingse "Jsi ještě naživu, Djuno?", kterým z okna naproti kontroloval, zda spisovatelka ještě žije, a který patří k folklóru Greenwich Village. Stala se i dosti nesnášenlivou. Když Anaïs Nin v Greenwich Village otevřela feministické knihkupectví Djuna Books, vynutila si změnu jeho názvu. Ninovou zahrnula i jinými projevy opovržení.